# 外道 (プロレスラー)
外道（げどう、1969年2月20日 - ）は、日本の男性プロレスラー。本名：高山 圭司（たかやま けいじ）。東京都武蔵村山市出身。新日本プロレス所属。血液型A型。

## 人物
デビューから2022年3月まで「兄弟」こと邪道とのタッグチーム（邪道&外道）で活動していた（この間、ユニバーサル・プロレスリング時代にパット・タナカ＆ビジャノ3号と『バッドカンパニー』を結成し、一時敵対したことがある）。邪道とのタッグは後記するユニバーサル、FMWの一時期を除き、30年以上に渡りほぼ断続的に活動しており、現存するタッグチームでは国内最長であった。過去の参戦団体を見た場合、邪道と共にその団体を離脱すると活動停止となることが非常に多い。また、レスラーとしてのキャリアのほとんどをヒールとして活動し、邪道と共に過去さまざまなヒールユニットに在籍しているが、ヒールらしい外見とは裏腹に、アルコール類は一切たしなまず、トレーニング熱心であり、プライベートでは常識人のプロレスラーとして知られる。受身の技術が高く、オーバーリアクションとも取れる受けっぷりの良さで相手を引き立たせる術にも長けたレスラーで、TAKAみちのくは上手さでは世界的に見てもディック東郷と並んで五本ではなく二本の指に入るレスラーであると評している。さらに、そのディック東郷が目標の一人として掲げたレスラーの一人でもある。
邪道に比べて喋ることが多く、邪道と連れ立って登場した場合、マイクアピールを行うのは大概外道である。邪道との区別は、背の低い方、入場時に頭にバンダナを目の辺りまで巻いて出て来る方で、タトゥーを施しているのが邪道である。また前歯が一本欠けている。また髭を顎、もみあげ、鼻の下に蓄えている。
邪道・外道のリングネームを考えたのは高山（外道）である。映画『仁義なき戦い』を見ていて、菅原文太の「あんクサレ外道が!」というセリフをもとに、邪道・外道と並べた。邪道は大仁田厚のニックネームと被るため、名付け親の本人は外道を選んだ。

## 経歴
1988年、「たけしプロレス軍団」のオーディションに合格してプロレス入り。アポロ菅原に受身やプロレスの基礎を学ぶ。当時のことを「練習生はかなり厳しいことをやらされると聞いていたので、練習に耐える練習をしていた。だからそれほど苦労は無かった」と後に語っている。当初のリングネームはブラック・ウルフ。
1989年3月19日、オランダ・アムステルダムのエイデンホールにおける、モンキーマジック・ワキタ（現：スペル・デルフィン）戦でデビュー。その後、リングネームをブラック・アイドマンに改名しFMWに在籍していたものの、試合をすることはなかった。
1990年3月、ユニバーサル・プロレスリングの旗揚げに参加。「ブルドッグKT」のリングネームで「クーリーSZ（ショージ（後の邪道））」と共に、タッグチーム『パニッシュ&クラッシュ（略称：パニクラ）』を結成。ロード・ウォリアーズのオマージュ・キャラクターのような出で立ちで活躍。同年9月1日に大宮スケートセンターで行われた全日本女子プロレスのブル中野対アジャ・コングの金網デスマッチをレフェリーとして裁いた。外道はアジャのリングアウト勝ちを宣言したものの、不自然な判定に物議をかもし、ファンからのブーイングを浴びる結果となった（ちなみにこの不穏試合をきっかけにノーレフェリーによる金網デスマッチの再戦が行われ、女子プロレス史に残る金網最上段からのギロチンドロップによる失神KO事件に繋がる）。11月17日、後楽園ホールで行われた大会でパニッシュ&クラッシュとしてモンキーマジック・ワキタ&MASAみちのく（現：ザ・グレート・サスケ）組と対戦、この試合でスーパーパワーボムを初披露し、わずか1分19秒でクーリーがMASAみちのくからピンフォール勝ち。一時、邪道とのタッグを解消し、パット・タナカ＆ビジャノ3号と『バッドカンパニー』を結成し、敵対したことがあり、この時代に受身の達人と称されるパット・タナカと行動を共にしたことが、後の受身技術の向上に繋がる。外道は時折、ラリアットを受けた際に自らの体を木の葉のように回転させて受身を取ることがあるが、これはもともとタナカのオリジナル・ムーブである。
1991年4月、クーリーと共にメキシコ遠征に出発。グラン浜田に教えを請い、プロレスの幅を広げる。11月に帰国し、ロス・カウボーイズを破りUWA&UWFインターコンチネンタルタッグ王座を獲得。
1992年11月、クーリーと共にフリーに転向。現在のリングネーム外道に改名し、再度、メキシコ遠征に出発する。帰国後はW☆INGなどのインディー団体に参戦。1993年11月2日に小田原駅前旧市営球場特設リングで行われた、金村ゆきひろ&中牧昭二 vs 邪道&外道のスクランブル・ファイヤー・デスマッチで高山秀男（後の非道）がマット中央へ点火、その火炎の中へ邪道が金村にパワーボムを仕掛けて、金村に大火傷を負わせ長期欠場へと追い込む（ただしこれは、火の勢いが予想以上に強かった上、金村のシャツに染み込んだ油に引火してしまったことによるアクシデントである）。
1994年2月、ウルティモ・ドラゴンの誘いを受け、邪道と共にWARに主戦場を移してからは、冬木弘道、邪道と共に冬木軍を結成し、メジャー・インディー問わずに暴れまわる。この時代に冬木、阿修羅・原に鍛え上げられ、現在でも邪道と共に両者を心の師として仰いでいる。この頃はまだ両者共肉体改造前で、小さめのTシャツにモンペ風のズボンという、同色、お揃いのコスチュームであった。同年4月16日、両国国技館で行われたスーパーJカップ1st STAGEに負傷欠場した折原昌夫の代役として出場、ベスト4入りを果たす健闘を見せる。
1995年12月13日、両国国技館で行われたスーパーJカップ2nd STAGEに出場。茂木正淑、ドス・カラス、ワイルド・ペガサスら強豪を次々と破り決勝戦にコマを進めるも、決勝で獣神サンダー・ライガーの雪崩式フィッシャーマン・バスターの前に敗れ、準優勝となる。
1996年、冬木の後を追うように邪道と共にWARを離脱。
1997年に冬木、邪道と共に冬木軍プロモーションを設立。2月、FMWマットに再登場してからは、邪道、非道、金村、ミスター雁之助らと「ブリーフ・ブラザース」というユニットを結成、リング上でコントを演じたりもした。3月29日、HARUMIドーム21で冬木軍プロモーションのプレ旗揚げ戦が、4月19日には大垣城ホール（冬木軍発祥の地）で冬木軍プロモーションの本格旗揚げ戦がそれぞれ行われ、冬木、邪道と共に参戦。12月には大日本プロレス所属の山川竜司&田尻義博組を破り、邪道と共にBJW認定タッグ王座を獲得。
1998年1月、山川竜司&田尻義博組に取り返される形でBJW認定タッグ王座から転落。
1999年7月31日、当時世界ブラスナックル・タッグ王座を中川浩二と保持していた外道はFMW後楽園ホール大会で同王座2度目の防衛に成功し、中川と共に、初代WEWタッグ王者に認定される。8月23日、同じく後楽園ホール大会で黒田哲広&大矢剛功組に敗れ王座転落するも12月11日、後楽園ホール大会でリッキー・フジ&フライングキッド市原&チョコボール向井組を下し、邪道&中川浩二と共に2度目のWEW6人タッグ王座を獲得。
2000年4月1日、横須賀市総合体育会館において、中川と共に冬木弘道&井上京子組からWEWタッグ王座を奪取。この時点で中川と共にWEWタッグ&6人タッグ王座二冠王となった。4月25日、渋谷ON AIR EASTで冬木弘道&井上京子&チョコボール向井組に敗れWEW6人タッグ王座から転落するも、5月3日、博多スターレーン大会において邪道&中川浩二と共にWEW6人タッグ王者に返り咲き、中川と共に二冠王にも返り咲いた。しかし5月28日の後楽園大会でまたしても冬木弘道&井上京子&チョコボール向井組に敗れWEW6人タッグ王座から転落。さらに同日、中川とのコンビ解散を理由にWEWタッグ王座を返還。タッグパートナーを邪道に変えて、7月14日、高松市総合体育館で行われたWEWタッグ王座決定戦でH&黒田哲広組を下し、自身3度目のWEWタッグ王者となる。しかしわずか2週間後の7月28日、後楽園ホール大会でプロレスリング・ノア所属の井上雅央&金丸義信組に敗れ王座転落。8月28日、後楽園ホール大会で保坂秀樹&佐々木嘉則組の持つWEWハードコアタッグ王座に挑戦するも敗退。9月17日にはディファ有明大会でパートナーを邪道&中山香里に変更し、3度目のWEW6人タッグ王座獲得。9月21日、月寒アルファコートドームで行われた保坂秀樹&マンモス佐々木 vs 金村キンタロー&山川竜司 vs 邪道&外道の3ウェイダンスマッチ制し、WEWハードコアタッグ王座を獲得。邪道と共に、WEW6人タッグ&ハードコアタッグ王座の二冠王となった。10月12日、博多スターレーン大会でスプリーム&ホームレス・ジミーに敗れWEWハードコアタッグ王座から転落。
2001年1月7日、後楽園ホール大会で冬木弘道&黒田哲広組を破り、田中将斗と共に通算4度目のWEWタッグ王座を奪取。2度目のWEWタッグ&6人タッグ王座二冠王となるも1月27日、WEW6人タッグ王座を返上。2月、邪道、田中将斗、中山香里と「コンプリート・プレイヤーズ」を結成し、11日に邪道、田中将斗とコンプリート・プレイヤーズとしてのタッグで、WEW6人タッグ王座決定戦を冬木弘道&GOEMON&怨霊組と行いこれに勝利。4度目のWEW6人タッグ王座獲得、3度目のWEWタッグ&6人タッグ王座二冠王となるも、わずか10日後の2月21日に邪道、田中将斗と共にFMWを離脱。再度フリーへと転向し、WEWタッグ並びにWEW6人タッグ王座は空位となった。その後、フリーランスのユニット「コンプリート・プレイヤーズ」として新日本プロレス、全日本プロレス、ZERO-ONE、みちのくプロレスなど様々な団体に参戦。邪道・外道としては大日本プロレス、格闘探偵団バトラーツなどのインディー団体を中心に参戦し、2001年6月、宇都宮大会より邪道と共にTEAM 2000のメンバーとして新日本プロレスに本格的に所属。体重を落とし、ジュニアヘビー級にその主戦場を移した。この頃から邪道と共にプロレス界には珍しく科学的なトレーニングを取り入れ肉体改造を行い、筋骨隆々な肉体へと変貌を遂げ始める。きっかけはECW参戦時に外国人レスラーのプロ意識に感動したため。7月20日、札幌ドーム大会で獣神サンダー・ライガー&エル・サムライ組を破り、邪道と共にIWGPジュニアタッグ王者となった。さらに邪道とのタッグで、プロレス大賞の年間最優秀タッグ賞を受賞した。11月にはコンプリート・プレイヤーズとしての自主興行も開催。
2002年2月8日、岐阜産業会館で田中稔&成瀬昌由組を破り、IWGPジュニアタッグ王座歴代最多連続防衛記録を樹立。4月22日、博多スターレーン大会での柴田勝頼&井上亘組の挑戦も退け通算6度目の防衛を達成し、同王座歴代最多防衛記録を更新するも、5月2日、東京ドーム大会で獣神サンダー・ライガー&田中稔組に敗れ、王座転落。9月7日には邪道と組んでジョーニー・ローラー&シェーン組と対戦し、ローラーにスクールボーイで丸め込まれてフォール負け。新日本プロレス史上初の女性レスラーのフォール勝ちという記録の立役者となってしまった。試合後に外道は下腹部の痛みを執拗に訴え、「この痛みをローラーに分からせてやりたい。それができないのが悔しい」と述べた。11月4日、幕張メッセ大会でジュニアトライアスロンサバイバーにTEAM 2000 Jr.として金本、邪道とのチームで参戦。決勝戦で、獣神サンダー・ライガー&ヒート&タイガーマスク (4代目)を破り、優勝を果たした。
2003年11月1日、プロレスリング・ノアの日本武道館大会で杉浦貴が保持するGHCジュニアヘビー級王座に挑戦するも敗退。同月29日、金本が負傷のため、返上したIWGPジュニアタッグ王座をかけて宮城県スポーツセンター大会で田口隆祐&後藤洋央紀組と対戦。邪道と共に同王座2度目の獲得を果たした。
2004年3月12日、国立代々木競技場第2体育館においてカレーマン&アメリカン・ドラゴン組に敗れIWGPジュニアタッグ王座を失う。しかし6月5日、大阪府立体育会館大会でのリターン・マッチに勝利し邪道と共に3度目のIWGPジュニアタッグ王座を獲得し、ライガーらとC.T.U（Control Terror Unit）を結成。
2005年3月4日、後楽園ホール大会で金本浩二&井上亘組に敗れ王座転落するも5度の防衛を記録し、またしても長期政権を築いた。タイトルを失い、身軽になった二人は同年10月からメキシコCMLLへ遠征。
2006年7月8日、ツインメッセ静岡でエル・サムライ&田口隆祐組を破り、邪道と共に4度目のIWGPジュニアタッグ王座を獲得。同年には天山広吉に対してトレーニング指導を行い注目を浴びている。
2007年5月1日、後楽園ホールで行われたWRESTLE LAND 9thに邪道と共に、WAR時代のようなお揃いのコスチュームで参戦し、近藤修司&"brother"YASSHI組と対戦。当時「コンブラ」の略称で人気を博し、ヒールのタッグチームとして活動していた2人と、国内最長を誇るヒールタッグチームの邪道・外道との対戦は両者共に感情向き出しで鮮烈を極めた。特に邪道は顕著で試合中、止めに入ったタッグパートナーの外道をも突き飛ばすなど、その暴走に歯止めが効かなくなる。結果は邪道がレフェリーへ暴行したことによる反則負け。ゴングが鳴らされた後も、なお暴れる邪道を外道は必死で止めていた。翌2日、後楽園ホール大会でディック東郷&TAKAみちのく組に敗れ王座転落。同年7月、C.T.U解散（公式的な解散は8月26日、邪道・外道の離反による解散という側面もあった）に伴い、天山率いるG・B・Hへ加入。天山が追放され真壁刀義が新たなリーダーとして陣頭指揮を取るようになると、それに追随してG・B・Hとして活動を続ける。
2008年9月21日、神戸ワールド記念ホールで行われた武藤敬司 vs 真壁刀義のIWGPヘビー級選手権試合では、セコンドのG・B・H勢が試合に介入し退去させられたものの、外道が一人で残っており武藤、全日本プロレス勢をさらに襲撃、見かねた星野勘太郎から鉄拳制裁を受ける。このことをきっかけに星野との抗争が勃発し、12月7日、大阪府立体育会館で行われたNO LIMIT（内藤哲也&裕次郎）vs 邪道&外道のIWGPジュニアタッグ選手権でも、NO LIMIT側のセコンドについた星野を執拗に外道が攻撃。試合終盤、邪道がレフェリーにクレームをつけている所へ星野がステッキで外道を、鉄拳で邪道をそれぞれ制裁したことでさらに因縁は深まった。一連の星野との抗争に決着をつけるべく12月22日、後楽園ホール大会において、ストリート・ファイト エニウェアフォール・マッチで星野とのシングル戦が組まれ、パンフレットの対戦カード欄に押すハンコを星野の額に押しつけるなど、いつも通りのヒールファイトを見せるも結果は外道のピンフォール負け。これによりこの抗争は一応の決着を見た。12月26日には、後楽園ホールで行われたPREMIUMの第5回大会で邪道、田中と共に自然消滅していたコンプリート・プレイヤーズを一夜限りの再結成として復活させ、同じく再結成された狼群団と対戦した。
2009年3月から椎間板ヘルニアのため長期欠場。同年4月、矢野通の裏切りによってG・B・Hが空中分解した後は、矢野に追随する形で新ユニットCHAOSを結成。8月30日、後楽園ホールにて邪道、外道デビュー20周年記念興行を開催しそれに伴い復帰。邪道と共にメインで登場し、プロレスリング・ノア所属の金丸義信&平柳玄藩組と対戦。邪道が平柳を下し、邪道と共に有終の美を飾ったが、全日本参戦時にタッグを組んだこともあった金丸との因縁が勃発。10月3日、ノアの大阪府立体育会館大会で金丸義信&鈴木鼓太郎組が持つ、GHCジュニアヘビー級タッグ王座に挑戦するも金丸にフォール負けを喫した。12月2日、試合中に金本のキックを食らいKO負け。試合後は担架で運ばれて退場。脳震盪のため4日に予定されていたIWGPジュニアタッグ王座を賭けたタイトルマッチは中止となった。12月22日に開催されたスーパーJカップ5th STAGEに参戦。1回戦でDDTプロレスリング所属の飯伏幸太とシングル初対決。外道クラッチで飯伏を下し、「これがプロレスの真髄だ!!」とのコメントを残す。翌23日に行われた2回戦でDRAGON GATE所属のYAMATOと対戦するも、スリーパーホールドによるレフェリーストップ負け。
2010年2月14日、上記のように負傷のため機会を失っていたIWGPジュニアタッグ選手権への挑戦が改めて行われる予定だったが、1月31日の試合でケニー・オメガが放ったラ・ケブラーダが邪道を直撃。まともに食らった邪道が昏倒しレフェリーストップ負けとなり試合後も担架で退場。後日検査の結果、頸椎捻挫と診断されシリーズも全戦欠場。代役パートナーとしてディック東郷を立て挑戦するも奪還失敗に終わる。
2012年1月4日、凱旋帰国してきたオカダ・カズチカをCHAOSに引き入れ、マネージャーに就任。以降、スポークスマンとしてオカダのサポートに徹していき「金の雨が降るぞ!!」巻き舌で「レベル（レヴェル）が違うんだよ（ちげぇえんだよ）!!」といったマイクパフォーマンスが定着する。また、オカダのニックネームであるレインメーカーにあやかり、レインテーカーと称されるようになる。
2013年6月22日、DOMINION6.22の全試合終了後、BULLET CLUBのプリンス・デヴィットがリング上に現われ、オカダの保持するIWGPヘビー級王座に挑戦を表明。これに対しオカダは、デヴィットが保持するIWGPジュニアヘビー級王座に外道を挑戦させると交換条件を提案。結果、約11年ぶりに同王座への挑戦が決定した。7月5日、後楽園ホール大会のメインイベントでデヴィットと対戦。ブラディサンデーでピンフォール負けを喫し、王座奪取には至らなかったが、外道コールを巻き起こす好勝負を展開した。
2015年5月、ベスト・オブ・ザ・スーパージュニアにエントリー。22日の後楽園ホールの開幕戦で優勝候補の田口隆祐を破るなど健闘したが最終的に2勝5敗で終わった。
2016年5月、ベスト・オブ・ザ・スーパージュニアに2年連続でエントリー。
2018年8月13日のオカダの試合終了後、オカダが自ら「マネジャーの外道さんに頼らずに１人でやっていくことにしました」とコメントし、両者のコンビ解散を表明。9月23日のDESTRUCTION in KOBEにおいて棚橋弘至との東京ドーム・IWGPヘビー級王座挑戦権利証争奪戦に敗れたオカダを急襲していたジェイ・ホワイトと結託し、自らもオカダに対して椅子攻撃を繰り出してCHAOSを脱退。10月8日のKING OF PRO-WRESTLINGにおいて、邪道・ホワイトとともにBULLET CLUB入りした。
2023年2月21日、石森太二と組みNOSAWA論外の引退試合に出場した(もう一人はMAZADA)。

## タイトル歴
新日本プロレス
- 第7代、第11代、第13代、第17代IWGPジュニアタッグ王座（パートナーは邪道×4）
- J SPORTS CROWN〜SUPER J TAG LEAGUE〜 優勝（2010年）（パートナーは邪道）

プロレスリング・ノア
- 第28代GHCジュニアヘビー級タッグ王座（パートナーは邪道）

WAR
- 初代、第3代、第6代、第8代、第10代WAR世界6人タッグ王座（パートナーは冬木弘道、邪道×5）
- 初代インターナショナルジュニアヘビー級王座
- 初代、第12代インターナショナルジュニアヘビー級タッグ王座（パートナーはライオン・ハート→邪道）

FMW
- 初代、第5代、第6代、第10代WEWタッグ王座（パートナーは中川浩二×2→邪道→田中正人）
- 第2代、第6代、第10代、第11代WEW6人タッグ王座 （パートナーは邪道、中川浩二×2→邪道、中山香里→邪道、田中将斗）
- 第4代WEWハードコアタッグ王座（パートナーは邪道）
- 第21代世界ブラスナックルタッグ王座（パートナーは中川浩二）
- 第4代世界ストリートファイト6人タッグ王座（パートナーは冬木弘道、邪道）

ユニバーサル・プロレスリング
- 初代、第3代、第4代、第6代UWA&UWFインターコンチネンタルタッグ王座（パートナーは邪道×2→パット・タナカ→ディック東郷）

大日本プロレス
- 第3代BJW認定タッグ王座（パートナーは邪道）

みちのくプロレス
- みちのくふたり旅優勝（パートナーはディック東郷）

プロレスリングElDorado
- UWA世界6人タッグ王座（パートナーは邪道、竹村豪氏）

その他
- ロッキーマウンテンレスリング認定ミッドヘビー級王座
- ロッキーマウンテンレスリング認定ノースアメリカンミッドヘビー級王座

プロレス大賞
- 最優秀タッグチーム賞（2001年）（パートナーは邪道）

## 得意技
直線的なパワーファイトを見せる邪道に比べ、外道の場合は巧みな反則攻撃や華麗なテクニックで試合を展開していく。外道曰く、「レフェリーのブラインドを突いて、ルール内で反則攻撃を行うのが本当のヒールである」という悪の美学を持っている。また試合中にも「Mother fucker!!（発音はマダファカに近い）」や、「Hey!Hey!Hey!」など英語での罵り言葉や煽り文句を多用するのが特徴であり、やられている際も「Shit!」と声を上げることが多い。
スーパーフライ
いわゆるフロッグスプラッシュ。外道の場合は、この技で試合が決まることが非常に多くなっている。
技名はスーパーフライ・ジミー・スヌーカのファンであったことから。飛ぶ際に、「スーパーフライ！」と叫んで見得を切ってから技を仕掛けることも多い。外道の盟友でもある田中も得意とする技の一つ。
外道クラッチ
外道のオリジナル技で、外道の他にも現在では多くの他選手もコピーしている。
急所攻撃→コンプリートショットの流れや低空ドロップキックから決めるパターンが多い。
コンプリート・ショット
フィニッシュ・ホールドとしても用いられたが、後に繋ぎ技の扱いとなっている。
TEAM 2000時代には師であるGOKU-DOや総帥の蝶野正洋、BULLET CLUBではジェイ・ホワイトにも伝授された。
トラース・キック
クローズアップされることは少ないが、カウンターやチェンジ・オブ・ペース等、要所で使用している。形的にはスーパー・キックに近い。
コンプリート・ショットをフィニッシュとしていた時期は下記のチン・クラッシャーと共にその布石として用いられた技で、近年では片膝をついた相手に一度見得を切ってから放つものを多用している。
ナックル・パート
外道の場合は、張り手に近いフォームで打ち出す。元パートナーの邪道とは比べ、逆水平チョップはほとんど使用しない。BULLET CLUBに加入してからはメリケンサックを着用して使用している。
マンハッタン・ドロップ
カウンターで使用される。この技から流れるようにDDTに繋げる連携を見せており、時折ナックルパンチや下記チン・クラッシャーを間に挟むこともある。
チン・クラッシャー
俗に職人系ヒールと呼ばれるレスラーが好んで使用する技で、外道のそれは両足を踏み揃えずにジャンプするタイプのものを使用。
ムーンサルト・アタック
場外で立っている相手に対して仕掛けるムーンサルト・プレス。近年では全く使用しない。
ダイビング・ヘッドバット
こちらもかつての得意技で、近年では全く使用しなくなった技の一つ。リング中央まで飛んで行く飛距離を見せていた。
ツームストーン・パイルドライバー
かつて上記二つ、過去の得意技への繋ぎ技として使用された技の一つ。奇しくも現在、自らがマネージャーを務めていたオカダ・カズチカがフィニッシャーへの布石として使用している。
WARスペシャル
外道がWAR所属時代、フィニッシュに使っていた技。初出場のスーパーJカップでは、この技で多くの選手を苦しめた。
急所蹴り
主にバックを取られた際に使用。
ヒールレスラーが好んで使用するタイプの仕掛け方であるが、外道のそれは神業とも称される。
全日本プロレス参戦時、初対戦したジャイアント馬場にフルネルソンを仕掛けられた際に繰り出したが、足が馬場の股間に届かず空振りに終わり、逆に馬場に背後からの急所蹴りを食らうと言う珍しいシーンが起きた。
杖攻撃
ピンチになった際、セコンドやパートナーがレフェリーの気をそらしてから入場時に首からぶら下げて所持していた杖での攻撃。
近年では下記、竹刀攻撃に取って変わられたのかあまり見られなくなった。
竹刀攻撃
主にセコンド時に乱入してこの攻撃でアシストすることが多い。上記、杖攻撃が見られなくなったあたりから多用するようになった。
こちらも盟友の田中も得意とする攻撃の一つで、スーパーフライと異なりどちらかと言えば外道の代名詞的存在となりつつある。
ゴング、木槌攻撃
レザーベルト攻撃
レザーベルトで背中を叩く
メリケンサック攻撃
スーパー・パワーボム
邪道および田中、冬木との代表的な合体技の一つ。
この技を仕掛ける場合、外道はアシスト側に回ることがほとんどである。
木の葉受け（木の葉舞い）
ラリアット等を受ける際、全身をきりもみ式に回転させて受け身を取るテクニック。
GOKU-DO譲りのテクニックで、かつては限られた使い手の一人であった。

## リングネーム
高山が現在、過去に用いたことがあるリングネーム
- 外道（現在も使用中）
- ブルドッグKT（当時はブルドッグを思わせるアンコ型の体形だった）
- ブラック・アイドマン（ブラック・ウルフから改名したが、この名前では試合をしていない）
- ブラック・ウルフ（最初のリングネームだが、国内ではこの名前は使われていない）

## 入場テーマ曲
- BULLET CLUBのテーマ / BULLET CLUB

現在使用中のテーマ曲。
- BULLET / BULLET CLUB
- Sharp Dressed Man / ZZ Top
- Whassup Dawg?

外道&邪道のテーマ曲。
- Caboose / Sugar Ray

## 著書
- 『To Be The 外道 "レヴェルが違う!"生き残り術』（2017年12月22日、ベースボールマガジン社）ISBN　978-4583109879